# Classe Cástor
Le classe Cástor est un navire hydrographique armé par la Marine espagnole comptant trois navires, dont un seul encore en service.

## Description
- Antares (A-23), entrée en service 1974[1]
- Les deux autres de Classe Castor ne sont plus en service.
- Il servent avec deux petits navires de Classe Astrolabio et 2 navires de Classe Malaspina

À terme, il sera remplacé par un navire de la Classe Meteoro.